# 瓦西蒂·坎寧安

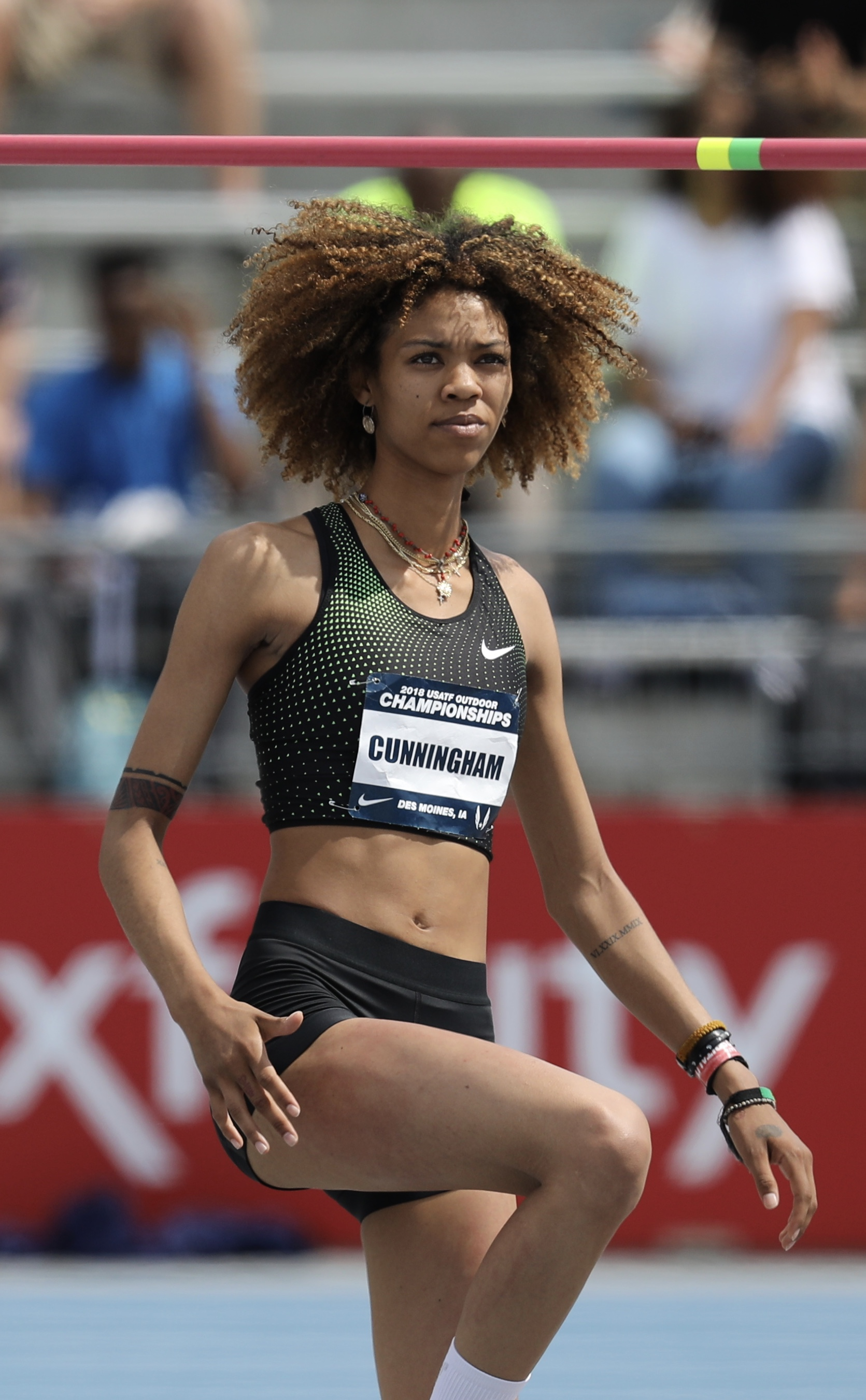
瓦西蒂·坎宁安

瓦西蒂·坎宁安（英語：Vashti Cunningham，1998年1月18日—）是一名专长于跳高的美国田径运动员。她是退役的国家美式橄榄球联盟四分卫兰道尔·坎宁安的女儿，退役的NFL后卫山姆·坎宁安的侄女，和兰道尔·坎宁安二世的妹妹。她的母亲是一名前芭蕾舞女演员。